# Samo ku waar
Samo ku waar (tiếng Ả Rập: حياة طويلة مع السلام, tiếng Việt: "Muôn năm hòa bình") là bản quốc ca của Somaliland, một quốc gia tự tuyên bố được quốc tế công nhận như một vùng tự trị của Somali.

## Lịch sử
Bản quốc ca được sáng tác bởi Hassan Sheikh Mumin, một nhà biên kịch và nhà soạn nhạc người Somali. Bản nhạc được chọn làm quốc ca vào năm 1997 và được hát bằng tiếng Somali.

## Lời bài hát

### Tiếng Somali
Samo ku waar,samo ku waar
Samo ku waar,samo ku waar
Samo ku waar,samo ku waar
Sarreeye calanka sudhan Bilay dhulkiisaa,
Samo ku waariyoo Iyo bogaadin sugan
Hanbalyo suuban kugu salaannee 
Saamo ku waar
Hanbalyo suuban kugu salaannee
Saamo ku waar
Geesiyaashii naftooda u sadqeeyay
Qarannimada Soomaaliland
Geesiyaashii naftooda u sadqeeyay :Qarannimada Soomaaliland
Xuskooda dhowrsan kugu salaannee
samo ku waar
Xuskooda dhowrsan kugu salaannee
samo ku waar
Guulside xanbaarsan
Soo noqoshadiisa
Guulside xanbaarsan
Soo noqoshadiisa
Kalsooniduu mutaystayee dastuurka
Dastuurka ku salaan kugu salaanay
Midnimo walaalnimo Goobanimo 
Midnimo walaalnimo Goobanimo
Islaanimo kugu salaanee samow samidiyo
Islaanimo kugu salaanee samow samidiyo
Samo ku waar samo ku waar Soomaaliland
Samo ku waar samo ku waar Soomaaliland
Samo ku waar samo ku waar Soomaaliland
Samo ku waar samo ku waar Soomaaliland

### Tiếng Ả Rập
حياة طويلة مع السلام, حياة طويلة مع السلام
حياة طويلة مع السلام, حياة طويلة مع السلام
حياة طويلة مع السلام, حياة طويلة مع السلام
إلى العلم العالي
يجلب الجمال لأرضنا حياة طويلة مع السلام
،والإعجاب
نحييكم بفرح
حياة طويلة مع السلام نحييكم بفرح حياة طويلة مع السلام
الأبطال الذين ضحوا بحياتهم
لأمة أرض الصومال الأبطال الذين ضحوا بحياتهم لأمة أرض الصومال
نحييكم مع الذاكرة
حياة طويلة مع السلام نحييكم مع الذاكرة حياة طويلة مع السلام
وعودة حامل النجاح
وعودة حامل النجاح
لرمز النهضة
للدستور الموثوق
نحييكم بالوحدة الاخوان
نحييكم بالوحدة الاخوان
السيادة والإسلام
السيادة والإسلام
حياة طويلة مع السلام، حياة طويلة مع السلام، أرض الصومال
حياة طويلة مع السلام، حياة طويلة مع السلام، أرض الصومال
حياة طويلة مع السلام، حياة طويلة مع السلام، أرض الصومال
حياة طويلة مع السلام، حياة طويلة مع السلام، أرض الصومال

### Lời dịch
Muôn năm hòa bình, muôn năm hòa bình
Muôn năm hòa bình, muôn năm hòa bình
Muôn năm hòa bình, muôn năm hòa bình
Cho lá cờ bay cao
Mang vẻ đẹp tới vùng đất của chúng ta
Muôn năm hòa bình
Và niềm ngưỡng mộ
Chúng tôi chào đón bạn với niềm vui,
Muôn năm hòa bình
Chúng tôi chào đón bạn với niềm vui,
Muôn năm hòa bình
Những người anh hùng đã hy sinh thân mình
Cho tinh thần dân tộc của Somaliland
Những người anh hùng đã hy sinh thân mình
Cho tinh thần dân tộc của Somaliland
Chúng tôi chào đón bạn với kỷ niệm 
Muôn năm hòa bình
Chúng tôi chào đón bạn với kỷ niệm
Muôn năm hòa bình
Và sự trở lại của người gánh vác kế thừa
Và sự trở lại của người gánh vác kế thừa
Cho Biểu tượng của sự Tái sinh
Vì một Hiến pháp được tin tưởng
Chúng tôi chào đón bạn với sự đoàn kết, Người anh em
Chúng tôi chào đón bạn với sự đoàn kết, Người anh em
Quyền Tối thượng và Tình huynh đệ Hồi giáo
Quyền Tối thượng và Tình huynh đệ Hồi giáo
Muôn năm hòa bình, muôn năm hòa bình Somaliland
Muôn năm hòa bình, muôn năm hòa bình Somaliland
Muôn năm hòa bình, muôn năm hòa bình Somaliland
Muôn năm hòa bình, muôn năm hòa bình Somaliland